# 阿尔莫 (桑斯区)
阿尔莫（法語：Armeau，法語發音：[aʁmo]）是法国勃艮第-弗朗什-孔泰大区约讷省的一个市镇，属于桑斯区。

## 地理
阿尔莫（48°2'45"N, 3°19'24"E）面积10.31 平方千米，位于法国勃艮第-弗朗什-孔泰大區约讷省，该省份为法国中北部内陆省份，西接卢瓦雷省，西北接塞纳-马恩省，南至涅夫勒省，东临科多尔省，东北与奥布省接壤。
与阿尔莫接壤的市镇（或旧市镇、城区）包括：约讷河畔新城、迪蒙、圣于连迪索、维勒瓦利耶。

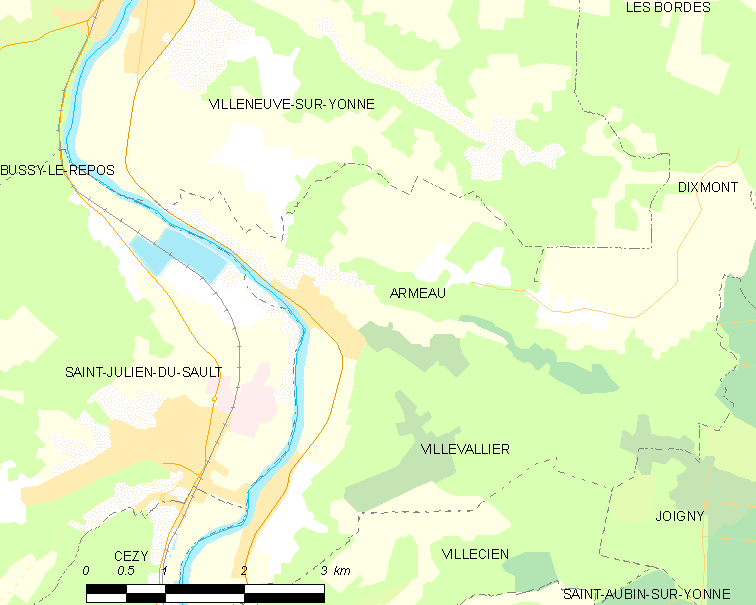
的OSM定位图

阿尔莫的时区为UTC+01:00、UTC+02:00（夏令时）。

## 行政
阿尔莫的邮政编码为89500，INSEE市镇编码为89018。

## 政治
阿尔莫所属的省级选区为约讷河畔新城县。

## 人口

1962-2008年间人口变化图示

阿尔莫于2022年1月1日时的人口数量为759人。